# Буланова Валентина Костянтинівна
Валентина Костянтинівна Буланова (нар. 14 березня 1923, с. Чалбаси, нині с. Виноградове, Олешківський район, Херсонська область) — українська акторка.

## Життєпис
Від 1946 працювала у Коломийському та Івано-Франківському театрах, 1950—1962 — у Тернопільському обласному музично-драматичному театрі ім. Т. Шевченка, потім — у Рівненському обласному театрі.
Серед ролей:
- Ніна Василівна («Рожеве павутиння» Я. Мамонтова),
- Шаулиха («Наливайко» за І. Ле),
- Домаха («Сільська честь» І. Карпенка-Карого).